# Asterix på olympiaden
Asterix på olympiaden (franska: Astérix aux jeux olympiques) är det tolfte albumet om Asterix. Berättelserna publicerades ursprungligen 15 februari–25 juli 1968, och som seriealbum samma år.

## Handling
Det är olympiad på berget Olympia i Grekland. Romarna förbereder sig för tävlingarna och gallerna bestämmer sig för att delta. De måste dock göra det under romersk flagg (som provinsen Gallien), eftersom endast greker och romare tillåts vid spelen. Med trolldryckens hjälp är de säkra vinnare i alla grenar, men innan tävlingsdagen får de reda på att preparat som är prestationshöjande inte accepteras. (1968, då albumet utgavs, förbjöds dopning för första gången i Mexico City-OS). Men Asterix ger inte upp, han tänker åtminstone ställa upp i löpning.

## Övrigt
Alla som deltar i olympiaden bär ett klädesplagg som ser ut som ett mellanting mellan kort kjol och shorts. I verkligheten tävlade alla nakna vid de antika olympiska spelen, men det kan man förstås inte visa i en serie för barn.